# Cabo San Lucas
Cabo San Lucas – miasto w Meksyku, kurort wypoczynkowy na południowym krańcu Półwyspu Kalifornijskiego. W pobliżu miasta leży Przylądek Świętego Łukasza (Cabo San Lucas), zakończony charakterystycznym łukiem skalnym (El Arco de Cabo San Lucas). Miasto jest słynne z okolicznych piaszczystych plaż, licznych miejsc klasy światowej do uprawiania nurkowania oraz największego na świecie turnieju połowu marlinów. Niedaleko miasta znajduje się Port lotniczy Cabo San Lucas.

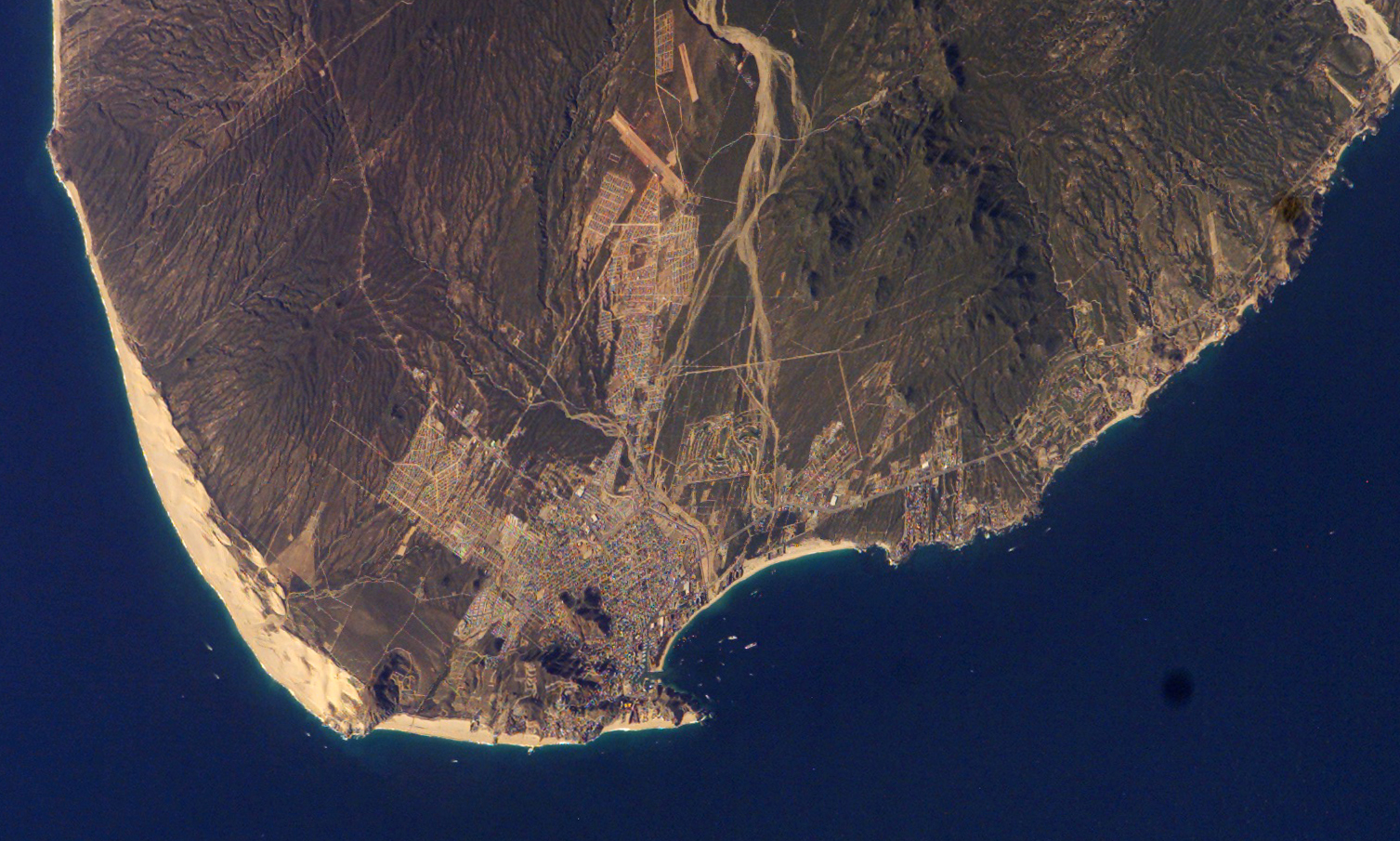
Widok z kosmosu na miasto i okolicę Przylądka San Lucas